# Giovanna Tortora
Giovanna Tortora (Acerra, 6 de abril de 1965) es una deportista italiana que compitió en judo. Ganó una medalla de bronce en el Campeonato Mundial de Judo de 1993 y cuatro medallas en el Campeonato Europeo de Judo entre los años 1990 y 1996.

## Palmarés internacional
| Campeonato Mundial | Campeonato Mundial     | Campeonato Mundial | Campeonato Mundial |
| Año                | Lugar                  | Medalla            | Categoría          |
| ------------------ | ---------------------- | ------------------ | ------------------ |
| 1993               | Hamilton (Canadá)      | Medalla de bronce  | –48 kg             |
| Campeonato Europeo |                        |                    |                    |
| Año                | Lugar                  | Medalla            | Categoría          |
| 1990               | Fráncfort (RFA)        | Medalla de bronce  | –48 kg             |
| 1991               | Praga (Checoslovaquia) | Medalla de bronce  | –48 kg             |
| 1992               | París (Francia)        | Medalla de bronce  | –48 kg             |
| 1996               | La Haya (Países Bajos) | Medalla de bronce  | –48 kg             |